# 서동학
서동학(1972년 4월 26일 ~ )은 대한민국 충청북도의회 의원이다.

## 학력
- 연세대학교 정경대학원 행정학 석사과정 재학

## 경력
- 민주평화통일자문회의 자문위원
- 더불어민주당 충청북도당 대변인
- 2018년 7월 1일 ~ 2022년 6월 30일: 제11대 충청북도의회 의원

## 역대 선거 결과
|  | 48.37% |

|  | 36.97% |